# Kansas City Zoo and Aquarium
Koordinaten: 39° 0′ 26,1″ N, 94° 31′ 45,7″ W
Kansas City Zoo and Aquarium, bis zum Jahr 2022 Kansas City Zoo genannt, ist ein Zoo, der 2023 durch ein Aquarium erweitert wurde und der sich in Kansas City im US-Bundesstaat Missouri befindet. Der Zoo ist Mitglied bei der Association of Zoos and Aquariums (AZA), sowie der World Association of Zoos and Aquariums (WAZA).

## Geschichte
Im Jahr 1907 waren Geschäftsleute aus Kansas City der Ansicht, die Stadt müsse einen Zoo erhalten. Gemeinsam mit Mitgliedern der lokalen Handelskammer begannen sie mit der Suche nach einem geeigneten Gelände und wählten den Swope Park für das Vorhaben aus. Es wurde eine zoologische Gesellschaft gegründet, erste Planungen durchgeführt und Tiere angeschafft. Im Dezember 1909 eröffneten die Zoologischen Gärten von Kansas City offiziell mit vier Löwen, drei Affen, einem Wolf, einem Fuchs, einem Kojoten, einem Dachs, einem Luchs, einem Adler sowie einigen weiteren Vögeln.
Die erste Erweiterung fand 1912 statt. Im selben Jahr wurde der Zoo autark und produzierte die meisten Futtermittel für die Tiere aus den Gärten im Park selbst. 1948 eröffnete ein Touchtown genannter Kinderzoo mit Haustieren, darunter Ziegen, Schafen, Kaninchen und Schildkröten. In den folgenden Jahren wurde der Zoo erweitert. Nach der Modernisierung von Anlagen erhielt der Zoo mehrfach Auszeichnungen für vorbildliche Tierhaltung.

## Tierbestand und Anlagenkonzept

### Zoo
Im Zoo leben auf einer Fläche von rund 82 Hektar ca. 1700 Tiere in rund 200 Arten. Diese sind überwiegend nach ihren geografischen Vorkommensgebieten gruppiert, wobei Arten, die verträglich in freier Wildbahn zusammenleben, auch im Zoo gemeinsam untergebracht sind. Hinter dem als Front Entry Plaza bezeichneten Eingangsbereich befinden sich vier große Bereiche, die Tiger Reail, Australia, Kids Zone und Africa genannt werden. Der Bereich Africa ist von den übrigen Anlagen durch den Blue River getrennt und in die Unterabteilungen East Africa und West Africa unterteilt. Vogelvolieren sind über alle Bereiche verteilt und zeigen Arten der jeweiligen Region.
Für die Besucher stehen folgende Transporteinrichtungen zur Verfügung: Kansas City Zoo Railroad, Zebra Tram, Kenyan Cruise Boat Ride sowie die African Sky Safari, eine modifizierte Ski-Sesselbahn.

### Aquarium
Im auf dem Gelände befindlichen Sobela Ocean Aquarium leben weitere rund 8000 Tiere. Es ist nach den Enkelkindern der Hauptsponsoren Barney und Shirley Helzberg benannt. Sobela ist eine Abkürzung für die Vornamen ihrer Enkelkinder: Sawyer, Oliver, Benton, Elias, Leo, Amelia und Arthur. Das Aquarium wurde am 1. September 2023 eröffnet und verfügt über sechs Zonen mit 34 Schauanlagen. Die Anlagen enthalten insgesamt nahezu 2,5 Millionen Liter Wasser. In den Seewasserbecken werden u. a. Meeresschildkröten, Haie und ein Pazifischer Riesenkrake (Enteroctopus dofleini) gezeigt.

## Arterhaltungs- und Schutzprogramme
Kansas City Zoo and Aquarium hat, um die Vielfalt der Tierarten zu bewahren, einen Naturschutzfonds gegründet, der diverse Arterhaltungs- und Schutzprogramme unterstützt. Gemeinsam mit der Association of Zoos and Aquariums werden Projekte nach Dringlichkeit gefördert. Zunächst konzentrieren sich die Naturschützer auf den Erhalt bzw. die Ausbreitung der Populationen von Schimpansen, Orang-Utans, Baumkängurus, asiatischen Nashornvögeln, nordamerikanischen Singvögeln sowie von Haien und Rochen.

## Galerie
Die folgende Bildreihe zeigt einige Säugetier- und Vogelarten aus dem Bestand des Kansas City Zoos:

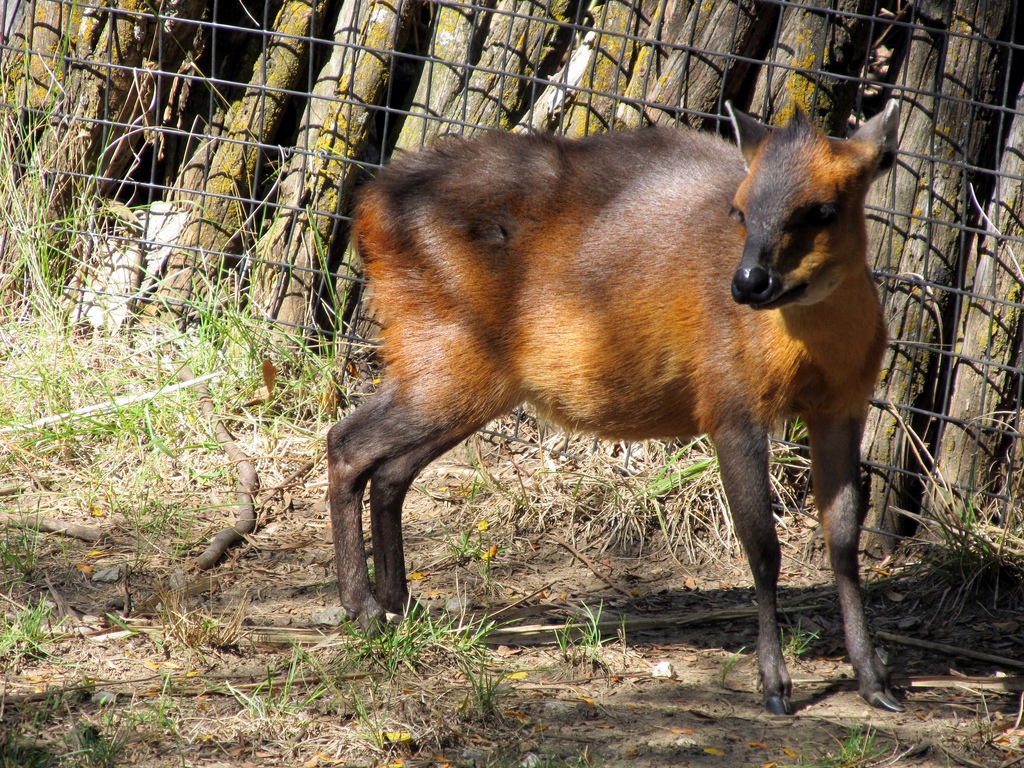
Rotflankenducker
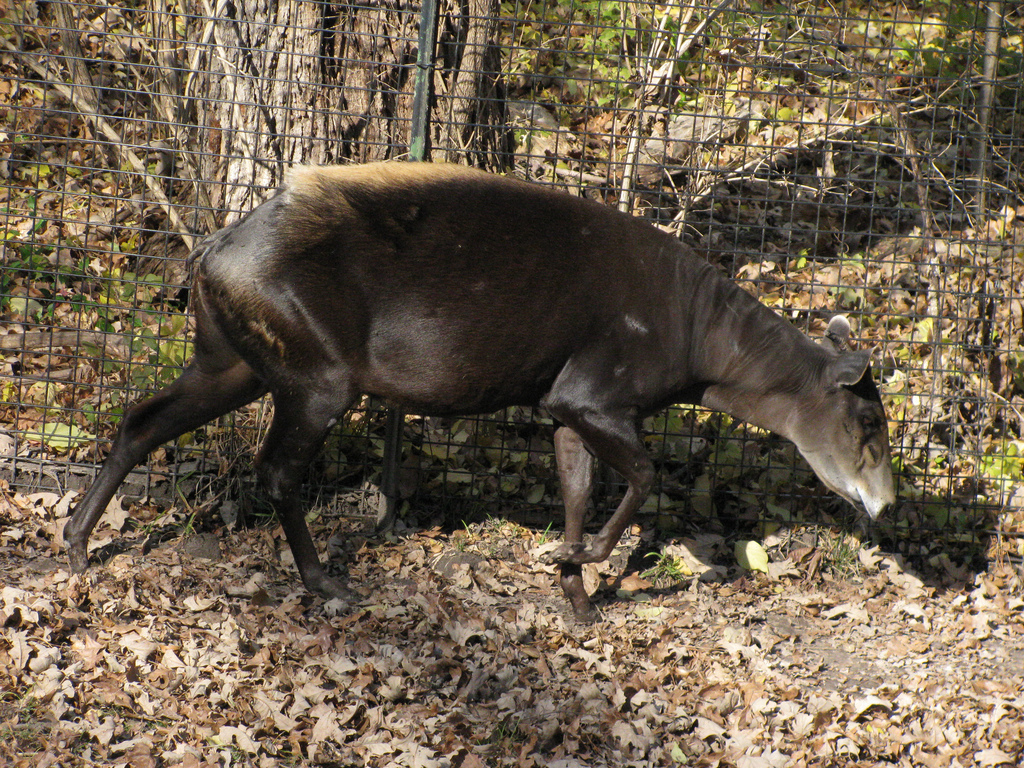
Gelbrückenducker
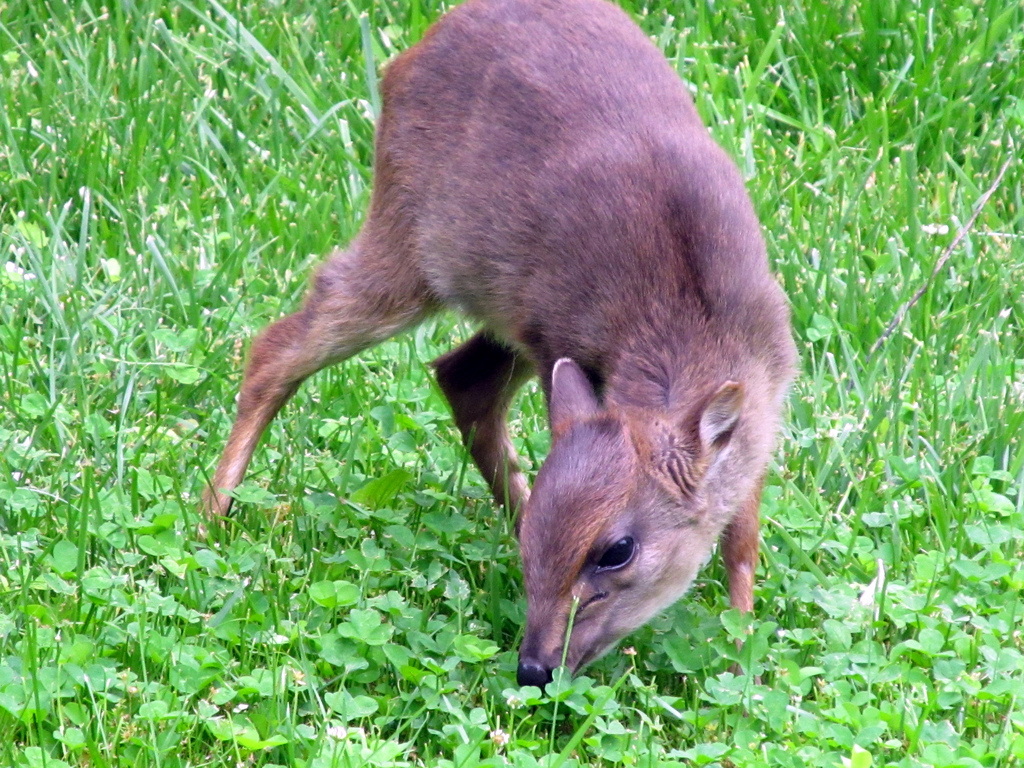
Blauducker
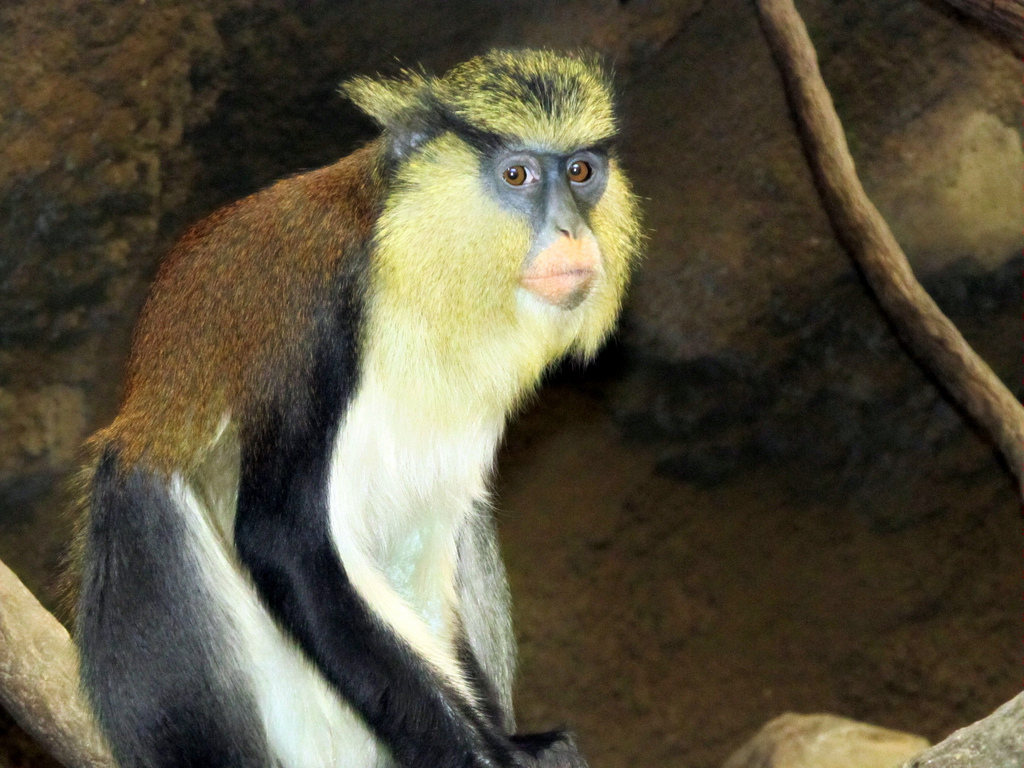
Monameerkatze
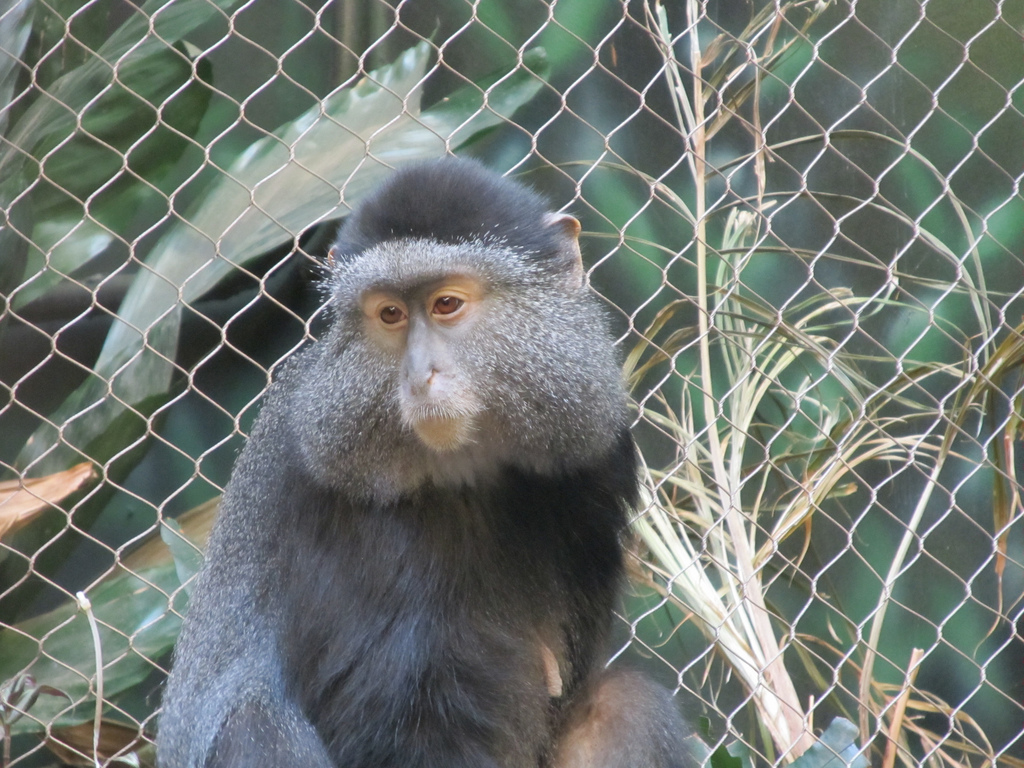
Stuhlmanns Diademmeerkatze
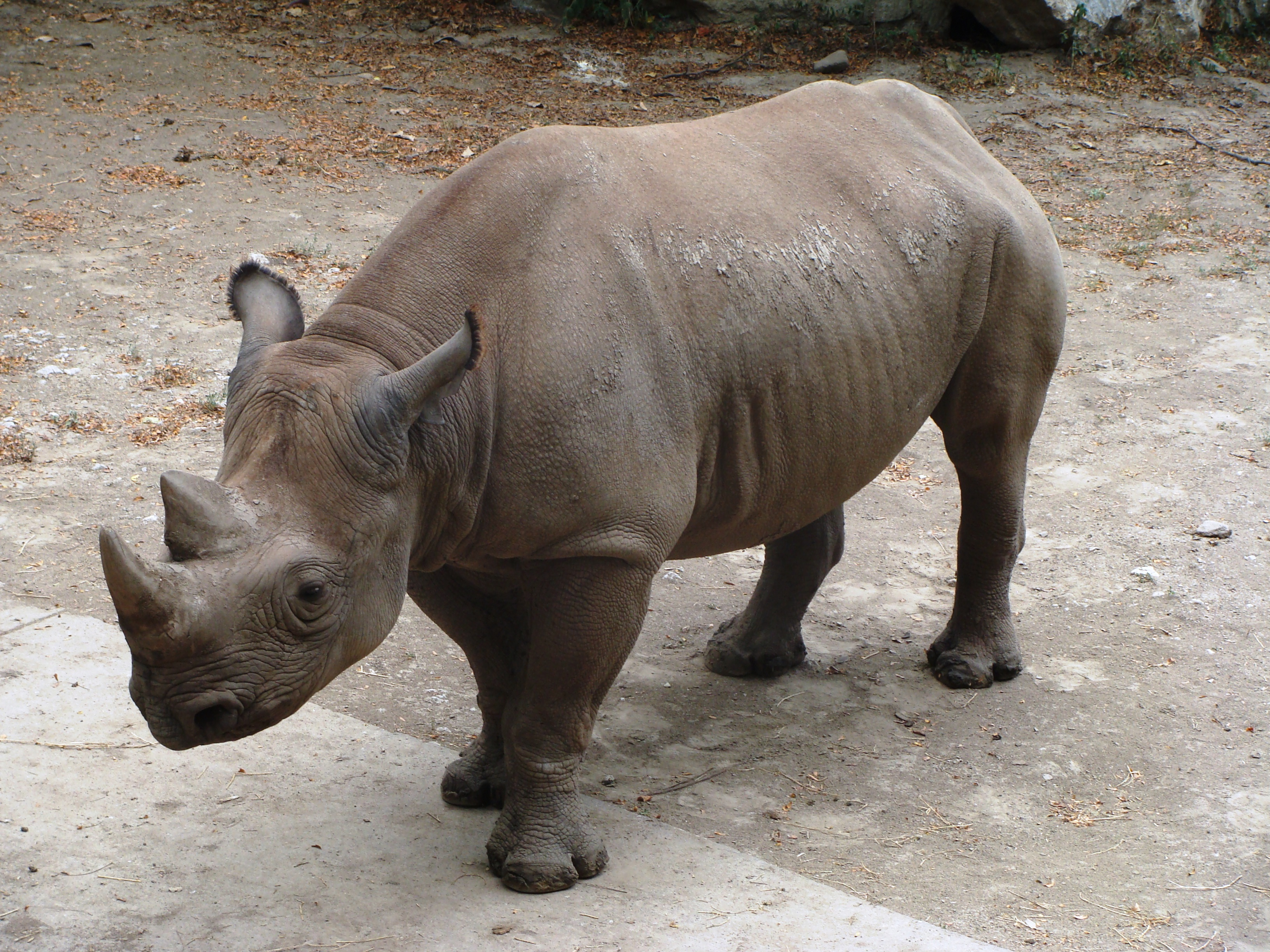
Spitzmaulnashorn
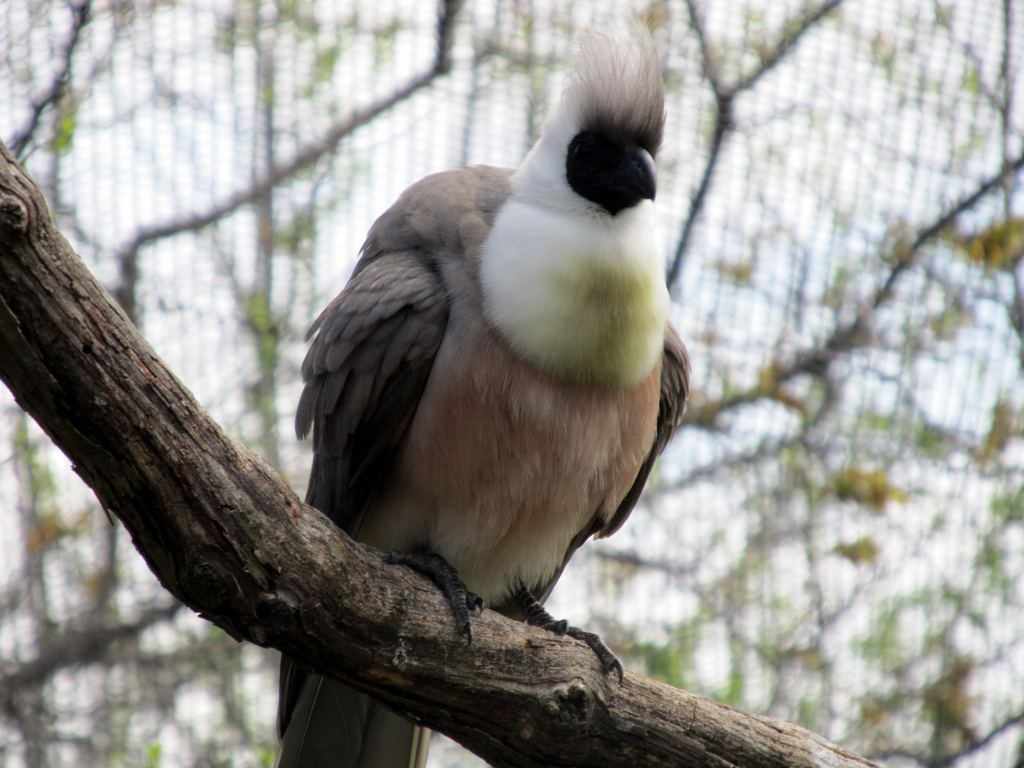
Nacktkehl-Lärmvogel
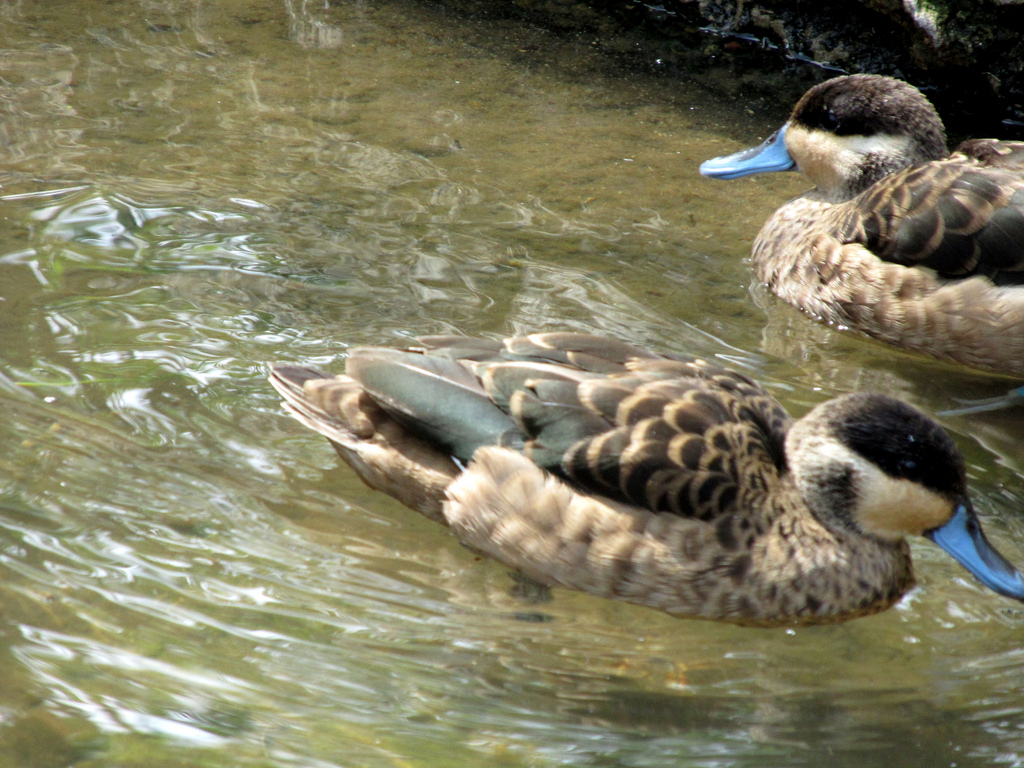
Pünktchenenten
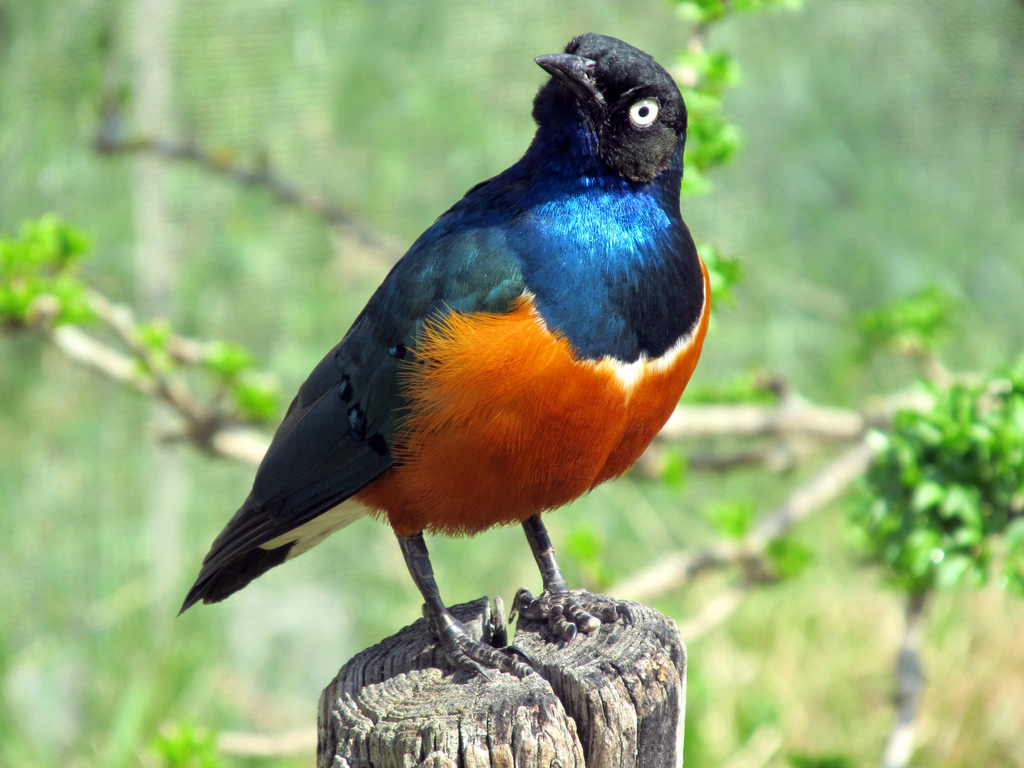
Dreifarben-Glanzstar
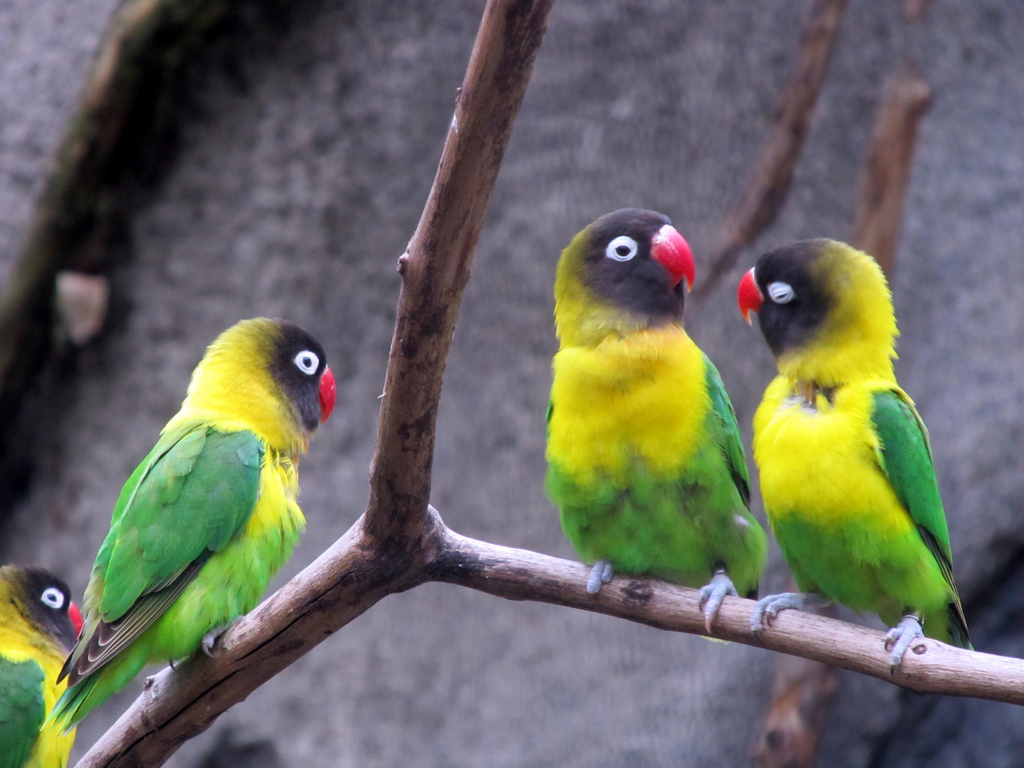
Schwarzköpfchen
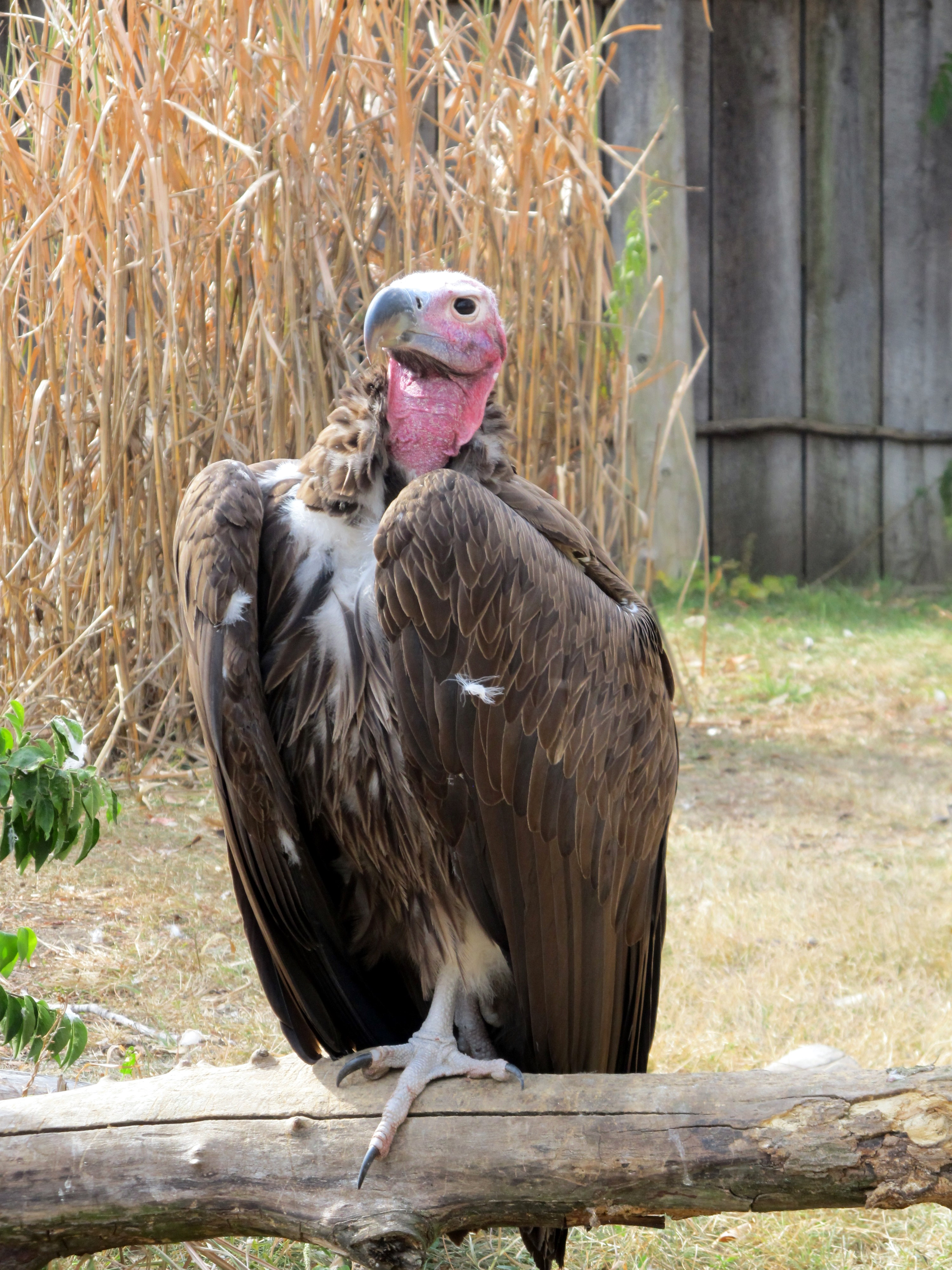
Ohrengeier
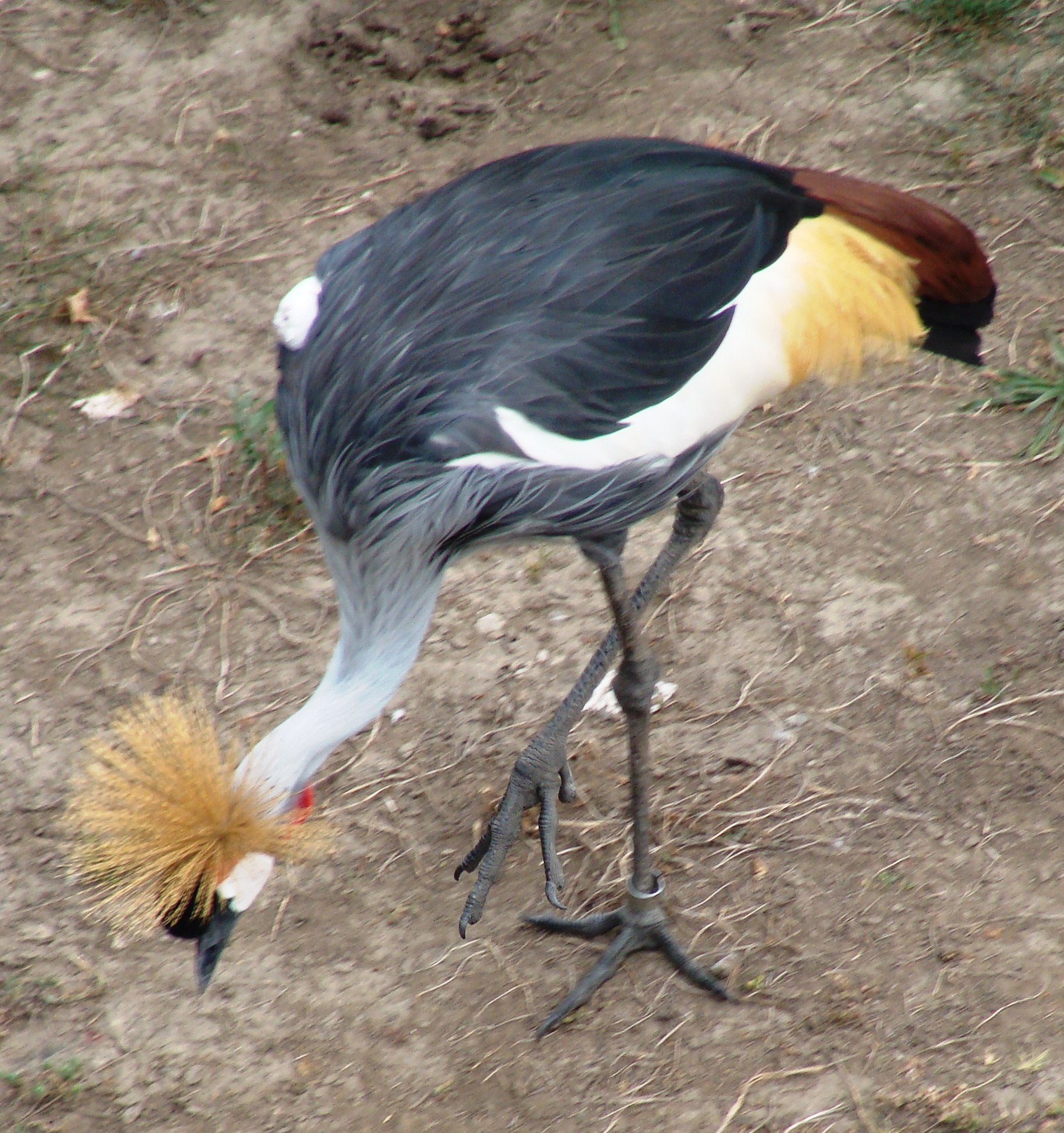
Südafrika-Kronenkranich